# Kangoeroes Basket Malines
 (août 2025).
Si vous disposez d'ouvrages ou d'articles de référence ou si vous connaissez des sites web de qualité traitant du thème abordé ici, merci de compléter l'article en donnant les références utiles à sa vérifiabilité et en les liant à la section « Notes et références ».
Le Kangoeroes Basket Mechelen, couramment appelé Kangoeroes Mechelen ou Kangoeroes Malines en français, est un club belge de basket-ball basé dans la ville de Malines.

## Histoire
Le club a été fondé en 2009, à la suite d'une fusion entre le BBC Kangoeroes Willebroek et le Boom BBC. Le nom de l'équipe est devenu, BBC Kangoeroes-Boom, mais durant l'été 2013, l'équipe est rebaptisée Kangoeroes Basket Willebroek. Lors de la saison 2013-2014, le club commence à évoluer en Scooore League, championnat professionnel, après que la Fédération de Belgique de basket-ball lui a donné la licence, même si l'équipe a joué avec un budget inférieur à celui des autres équipes.

## Palmarès
BNXT League
- Champion : 2025

Championnat de Belgique
- Vice-champion: 2022 et 2025

Coupe de Belgique :
- Vice-champion' : 2021

Championnat de Belgique de D2
- Champion : 2011
- Vice-champion : 2010 et 2013

Coupe de Flandre
- Vainqueur : 2011 et 2013
- Finaliste : 2012

## Noms successifs
- 2009-2013 : BBC Kangoeroes-Boom
- 2013-2018 : Kangoeroes Basket Willebroek
- Depuis 2018 : Kangoeroes Basket Mechelen

## Entraîneurs
- 2009-2012 :  Paul Vervaeck
- 2012-2013 :  Tom Poppe
- 2013-2014 :  Aleksander Peldic
- 2014-2017 :  Daniel Goethals
- 2017-2018 :  Damir Milačić
- 2018-2021 :  Paul Vervaeck
- 2021-2024 :  Kristof Michiels
- 2024-0000 :  Tony Van den Bosch